# Margit Mohr
Margit Mohr geb. Königstein (* 4. Dezember 1949 in Bruchmühlbach) ist eine deutsche Politikerin (SPD) und früheres Mitglied des rheinland-pfälzischen Landtags. 

## Ausbildung, Beruf und Familie
Nach dem Abitur 1969 in Kaiserslautern studierte Mohr bis 1975 in Saarbrücken Erdkunde und Sport auf Lehramt. Anschließend war sie bis 2001 als Lehrerin an Gymnasien in Völklingen, Zweibrücken und Landstuhl tätig. 
Mohr ist verheiratet und hat zwei Kinder.

## Politik
1990 trat Mohr der SPD bei. 1994 wurde sie Gemeinderätin und 1999 Beigeordnete in Bruchmühlbach-Miesau. 1994 wurde sie in den Kreistag des Landkreises Kaiserslautern gewählt, in dem sie von 2000 bis 2007 Vorsitzende der SPD-Fraktion war. 2004 wurde Mohr zudem in den Verbandsgemeinderat der Verbandsgemeinde Bruchmühlbach-Miesau gewählt.
Von 2001 bis 2014 war Mohr Abgeordnete des rheinland-pfälzischen Landtags. Sie vertrat dort den Wahlkreis 45 (Kaiserslautern-Land) und war Vorsitzende der Enquête-Kommission Klimawandel. Darüber hinaus war sie Mitglied im Ausschuss für Umwelt, Forsten und Verbraucherschutz sowie im Ausschuss für Wirtschaft und Verkehr. Zum 17. Februar 2014 legte sie ihr Mandat nieder. Für sie rückte Daniel Schäffner nach.
| Personendaten    | Personendaten                    |
| ---------------- | -------------------------------- |
| NAME             | Mohr, Margit                     |
| ALTERNATIVNAMEN  | Königstein, Margit (Geburtsname) |
| KURZBESCHREIBUNG | deutsche Politikerin (SPD), MdL  |
| GEBURTSDATUM     | 4. Dezember 1949                 |
| GEBURTSORT       | Bruchmühlbach                    |